# Marcus Semien
Marcus Andrew Semien (né le 17 septembre 1990 à San Francisco, Californie, États-Unis) est un joueur d'arrêt-court des Rangers du Texas de la Ligue majeure de baseball.

## Carrière
Joueur des Golden Bears de l'Université de Californie à Berkeley, Marcus Semien est un choix de sixième ronde des White Sox de Chicago en 2011.
Principalement joueur d'arrêt-court dans les ligues mineures, Semien peut aussi joueur au deuxième et au troisième but. La position d'arrêt-court étant à Chicago occupée par Alexei Ramírez, c'est d'abord comme troisième but que Semien fait ses premiers pas dans le baseball majeur. Il joue son premier match pour les White Sox le 4 septembre 2013 et obtient à son premier passage au bâton son premier coup sûr, face à CC Sabathia, lanceur des Yankees de New York, dans un match où il en réussit deux et récolte un point produit. Le 23 septembre suivant, il frappe face à J. A. Happ des Blue Jays de Toronto le premier coup de circuit de sa carrière. En 21 matchs des Sox en fin de saison 2013, Semien frappe pour ,261 de moyenne au bâton avec deux circuits et 7 points produits.
Le 9 décembre 2014, Semien est, avec le receveur Josh Phegley, le lanceur droitier Chris Bassitt et le joueur de premier but Rangel Ravelo, échangé aux Athletics d'Oakland contre les lanceurs droitiers Jeff Samardzija et Michael Ynoa.
Après avoir échangé la future vedette Addison Russell puis Jed Lowrie dans les mois précédant la saison 2015, les Athletics courent un risque en confiant le poste d'arrêt-court à Semien. La décision est au départ une catastrophe : le jeune joueur a déjà commis 18 erreurs au tiers de la saison et 28 à la pause du match des étoiles. Mais son jeu défensif s'améliore considérablement en seconde moitié d'année. D'aucuns donnent le crédit pour ce changement à Ron Washington, engagé comme instructeur en cours d'année.